# Opinel
Ein Opinel-Messer, oder einfach Opinel, ist ein Klappmesser mit Holzgriff, das seit Ende des 19. Jahrhunderts vom gleichnamigen Unternehmen im französischen Savoyen hergestellt wird. Das für die Landarbeit entwickelte Messer wurde über die Jahre in Funktion und Form nur geringfügig verändert und weiterentwickelt. Es ist international bekannt und in millionenfacher Stückzahl verbreitet. Insbesondere im Herkunftsland Frankreich gilt das Opinel als Klassiker der Alltagskultur.

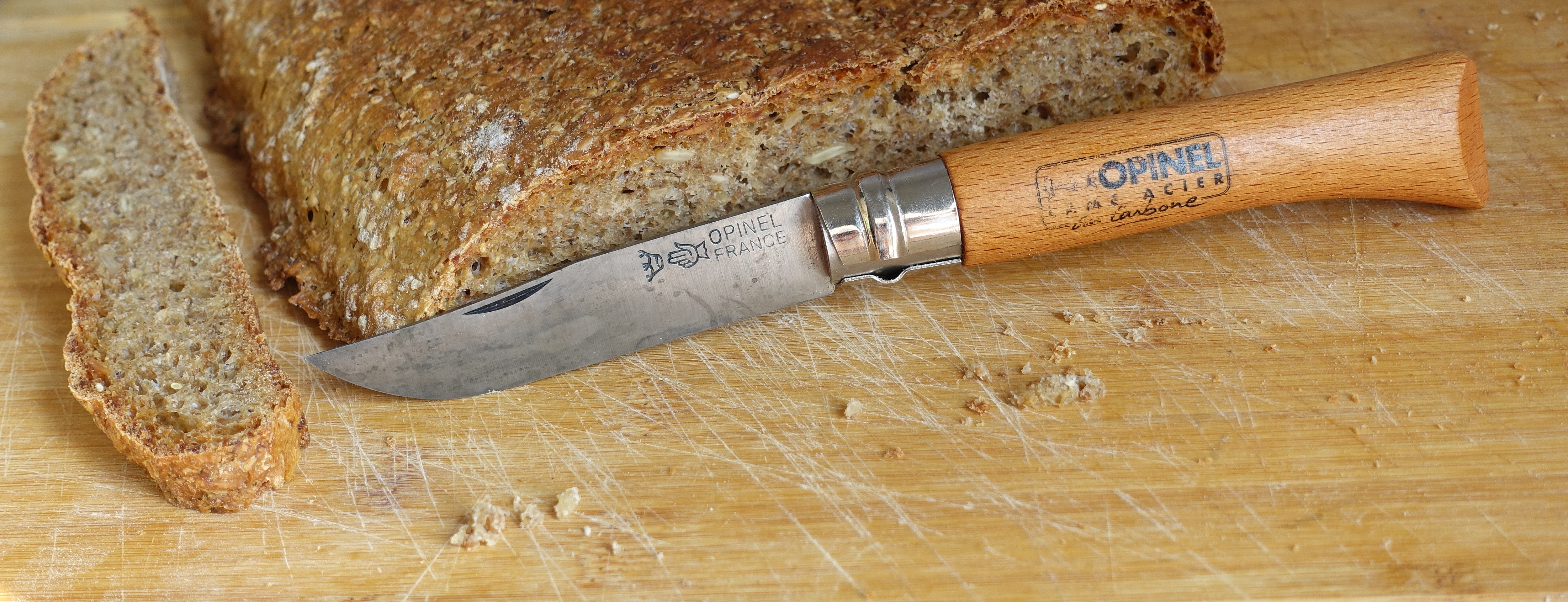
Opinel-Messer in Größe 10 mit Klinge aus Kohlenstoffstahl und Buchenholzgriff

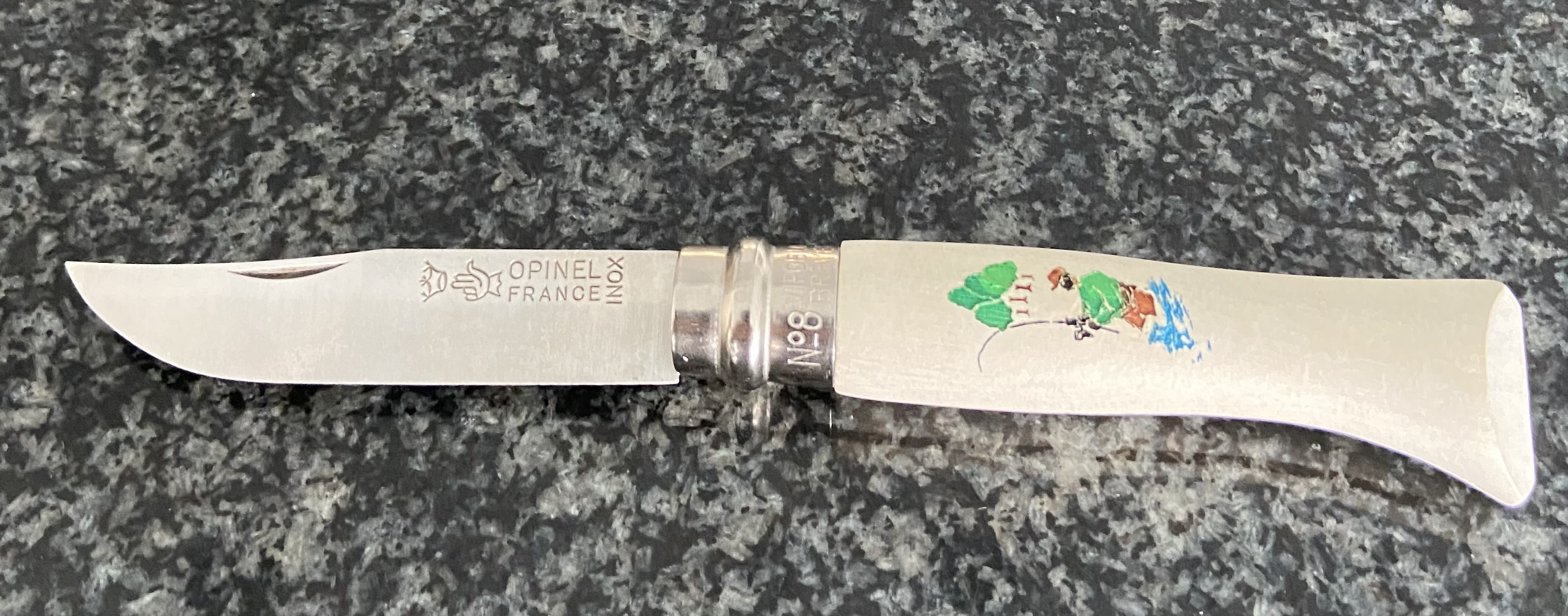
Opinel-Messer in Größe 08 mit Klinge aus Edelstahl mit drehbarer Sicherungshülse und Holzgriff, Motivgravur Angler

## Geschichte
Joseph Opinel konstruierte das Klappmesser 1890 in der Werkstatt seines Vaters, einem Werkzeugmacher im Dorf Albiez-Le-Vieux bei Saint-Jean-de-Maurienne. Um Form und Funktion an seine Vorstellungen anzupassen und das Messer kostengünstig in Serienfertigung herstellen zu können, entwickelte er zunächst eine Vorrichtung an einer kleinen Kreissäge, mit deren Hilfe er einen Schlitz zur Aufnahme der zugeklappten Klinge in den hölzernen Griff sägen konnte. So gelang ihm der Entwurf eines Arbeitsmessers für die Hosentasche für den Verkauf im von der Landarbeit geprägten Savoyen. 1896 stellten drei angestellte Handwerker täglich 60 Exemplare her. Im Jahre 1901 war die elterliche Werkstatt zu klein für die Messerproduktion geworden, sodass Opinel im gleichen Ort eine größere Werkstatt baute, in der er fünfzehn Mitarbeiter beschäftigte. Dort gab es erstmals einen Generator für die Stromversorgung. 1909 registrierte Joseph Opinel sein Markenzeichen, die gekrönte Hand, zur Kennzeichnung seiner Produkte.
Vertrieben wurden die Messer zunächst über Hausierer, die damals über Land reisten und die Bevölkerung mit Kurzwaren belieferten. Auch Josephs Onkel Victor-Amédée vertrieb auf diese Weise die Messer. 1911 nahm Opinel mit seinen Produkten an der internationalen Ausstellung in Turin teil und erhielt eine Goldmedaille für seine Arbeit.
1914 begann der Export der Messer in die Nachbarländer Italien und die Schweiz.
Ab 1920 lief die Produktion in einer neuen Manufaktur in Cognin bei Chambéry. Bis zum Beginn des Zweiten Weltkrieges wurden 20 Millionen Exemplare verkauft.
Nach Deutschland und Österreich wurden die Messer erst ein halbes Jahrhundert nach dem Beginn der Ausfuhr nach Italien und in die Schweiz exportiert, weshalb sie dort weniger bekannt sind, sich jedoch mittlerweile unter Outdoor-Freunden einen Namen gemacht haben.
Sitz und größter Produktionsstandort der Firma ist seit 1973 Chambéry. Die Firma ist im Opinel’schen Familienbesitz und wird von Denis Opinel, einem Urenkel Joseph Opinels, geleitet. In Saint-Jean-de-Maurienne existiert ein Opinel-Museum (Le Musée de l’Opinel). Opinel beschäftigt an den beiden Produktionsstätten Cognin und Chambéry rund 100 Mitarbeiter. Mit Hilfe automatisierter Fertigungsprozesse werden jährlich vier bis fünf Millionen der Klappmesser für den weltweiten Vertrieb hergestellt.

## Beschreibung

### Werkstoffe

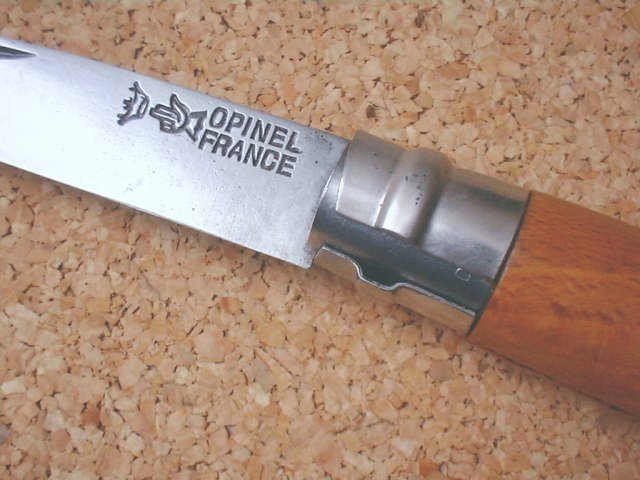
Die Klinge kann mit der drehbaren Sicherungshülse festgestellt werden.

Das klassische Modell ist aus den für seinen Herkunftsort typischen Materialien hergestellt: Der Griff entsteht aus dem Holz der Buche, die Klinge wird aus Kohlenstoffstahl gestanzt, wie er im 19. Jahrhundert vielerorts in Frankreich von lokalen Eisenhütten hergestellt wurde. Heutzutage lässt Opinel seine Klingen von einem deutschen Hersteller vorfertigen. Der verwendete Werkzeugstahl C90 hat einen Kohlenstoff-Anteil von 0,9 Prozent. Dieser Werkstoff sorgt im Vergleich zu vergleichbaren rostfreien Stählen für eine höhere mögliche Schärfe auf Kosten eines leicht erhöhten Verschleißes. Da dieser Stahl kein Chrom enthält, korrodiert die Klinge in feuchter Umgebung. Um Rost zu vermeiden, wird daher empfohlen, sie nach Gebrauch abzutrocknen und im Idealfall mit etwas säurefreiem Öl zu behandeln.
Im 21. Jahrhundert brachte Opinel zahlreiche Variationen des Basismodells auf den Markt. Dabei wurden auch edle Holzarten wie Eiche, Walnuss, Olive, Palisander und gebeizte Hainbuche verwendet, ebenso andere Materialien wie etwa Horn vom afrikanischen Rind. Rostfreie Klingen sind ebenfalls erhältlich. Hierbei wird der Sandvik-Stahl 12C27M verwendet. Sie sind beim ziehenden Schnitt auf unterem Niveau schnitthaltiger als die Kohlenstoffstahlklingen, erreichen jedoch nicht deren Schärfe. Auch lassen sie sich aufgrund der enthaltenen Carbide schwerer schleifen. Ein „Luxus-Opinel“ ist die Variante mit Bubinga-Holzgriff und rostfreier Klinge.

### Aufbau

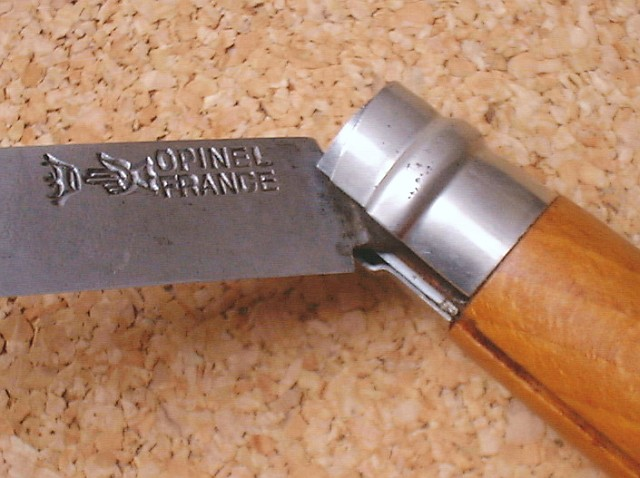
Dasselbe Messer mit gelöster Sicherungshülse – die Klinge kann eingeklappt werden

Das Opinel-Messer besteht aus vier beziehungsweise fünf Bauteilen: Eine Klinge, ein hölzerner Griff, ein Drehzapfen zum Klappen der Klinge, eine Blechmanschette am vorderen Ende sowie darüber (außer im Falle der kleinsten Modelle bis Größe n°5) ein drehbarer Sicherungsring („Virobloc“ genannt). Mit diesem kann man die Klinge im offenen sowie im geschlossenen Zustand arretieren, um Verletzungen der Hand durch unabsichtliches Zu- oder Aufklappen des Messers zu verhindern. Der patentierte, im Jahre 1955 eingeführte Sicherungsring ist ringförmig ausgebuchtet und wird so vom Drehzapfen als Manschette um den Griff geführt. Er ist nicht absolut zylindrisch geformt, sondern klingenseitig leicht abgeschrägt, um eine Lockerung der Klingenarretierung im Gebrauch zuverlässig auszuschließen. In den letzten Jahren wurde dieser Mechanismus weiterentwickelt, so dass er die Klinge im geschlossenen Zustand gegen unbeabsichtigtes Öffnen blockieren kann.

### Design-Varianten
Das in den USA auch als „French Knife“ bekannte Standardmodell ist im Museum of Modern Art in New York City ausgestellt. Im Jahre 1985 wurde es im Rahmen einer Ausstellung über Produktdesign im Victoria and Albert Museum in London präsentiert.
Die Klingenform ist an ein traditionelles, als yatagán bekanntes Design angelehnt. Das Griffende erinnert an die Form eines Fischschwanzes, ein Element der Eignung als Anglermesser. Der gefangene Fisch lässt sich durch einen Schlag mit der Griffkante des Messers auf den Kopf betäuben und anschließend waidgerecht mit der Klinge töten.
Auch lässt sich die Klinge durch Klopfen mit der klingenseitig hervorstehenden Kantenspitze auf einen festen Gegenstand einfacher aus dem Griff ausklappen.

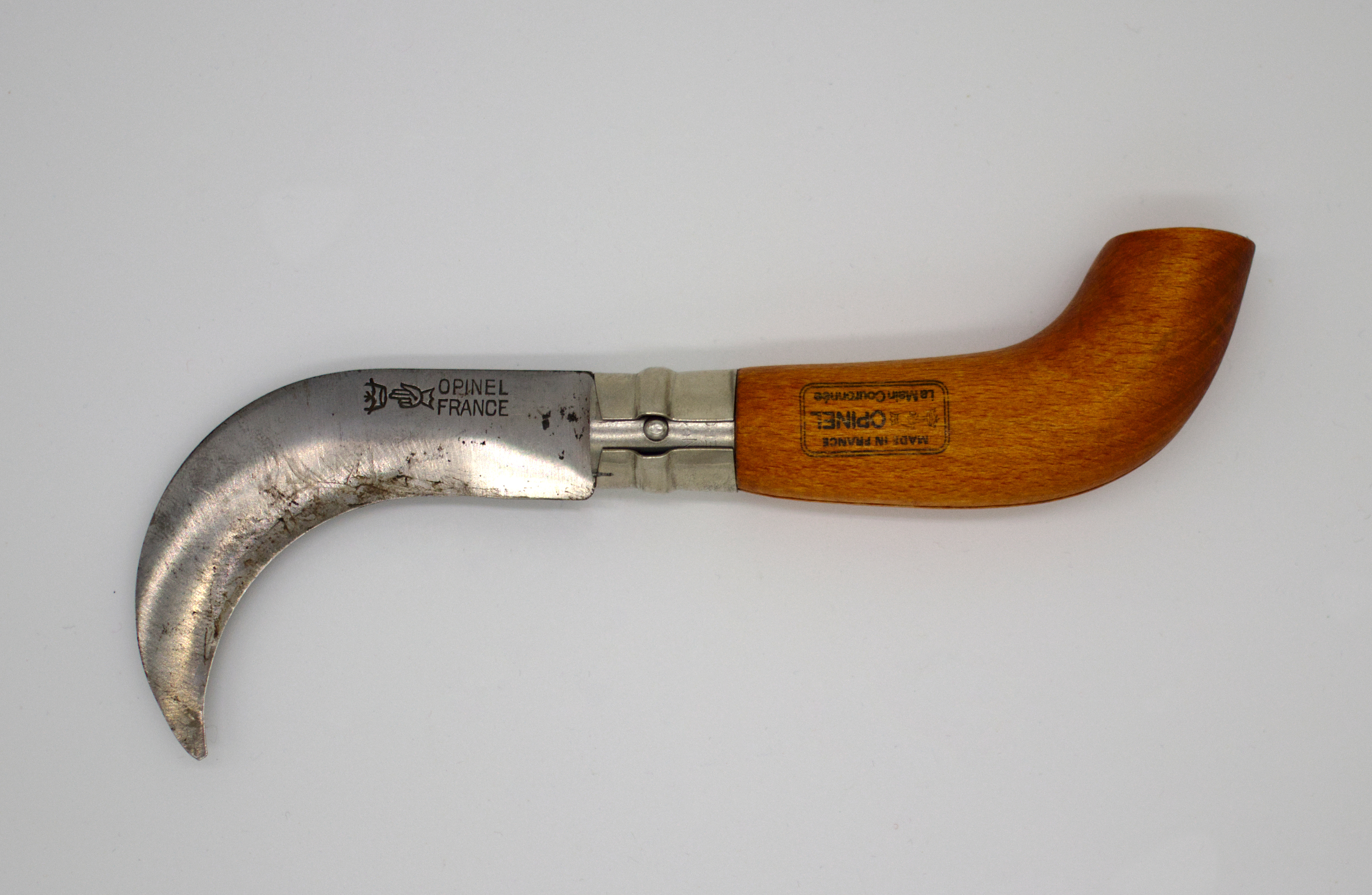
Geöffnete Opinel-Hippe

Einige Modelle haben eher Sammlerwert als praktischen Nutzen. So gibt es mit dem „Géant Opinel“ eine überdimensionierte Version mit einer 22 Zentimeter langen Klinge, die im ausgeklappten Zustand eine Messerlänge von über 50 Zentimeter ergibt.
Schmalere und längere Modelle eignen sich zum Filetieren von Fisch. Es gibt Werkzeuge wie eine Hippe für den Gartenbau oder eine Klappsäge. Diese sind auch im Outdoorbereich nutzbar. Küchen- und Tafelmesser ohne Klappmechanismus werden außerdem unter der Marke Opinel vertrieben. Angelehnt an das klassische Modell ist in der Größe n°7 ein Messer für Kinder ab einem empfohlenen Alter von fünf Jahren (Mon premier Opinel – Mein erstes Opinel) erhältlich, dessen Spitze abgerundet ist. Ferner gibt es inzwischen eine „Slim-Line“, also schlankere Varianten, die an Laguiole-Messer erinnern, sowie Ausgaben mit integriertem Korkenzieher.
Eine besondere Variante ist die Opinel-Säge – eine kleinformatige Astsäge, die zum Beispiel im Weinbau und bei Gartenarbeiten eingesetzt wird. Auch im Outdoor-Bereich wird das Modell verwendet, da es zusammengeklappt in Hosen- oder Jackentasche transportiert werden kann.

### Logo

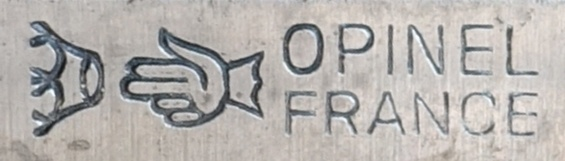
Opinel-Logo

Das Symbol der main couronnée („die gekrönte Hand“) war bereits auf den ersten Opinel-Messern eingestanzt. Später wurden die Worte OPINEL und FRANCE hinzugefügt, ebenso wie INOX („rostfrei“) bei Klingen aus rostfreiem Stahl.
Das Hand-Symbol wurde dem Stadtwappen von Saint-Jean-de-Maurienne entnommen. Die heilige Thekla soll im 6. Jahrhundert drei Finger der Hand von Johannes dem Täufer aus Alexandria als Reliquie in den Ort gebracht haben. Die Krone symbolisiert das Herzogtum Savoyen.

### Größen
Das klassische Opinel wird in elf Größen, nummeriert von 2 bis 13, vertrieben:
| Größe | Klingenlänge [cm] |
| ----- | ----------------- |
| n°2   | 3,5               |
| n°3   | 4                 |
| n°4   | 5                 |
| n°5   | 6                 |
| n°6   | 7                 |
| n°7   | 8                 |
| n°8   | 8,5               |
| n°9   | 9                 |
| n°10  | 10                |
| n°12  | 12                |
| n°13  | 22                |

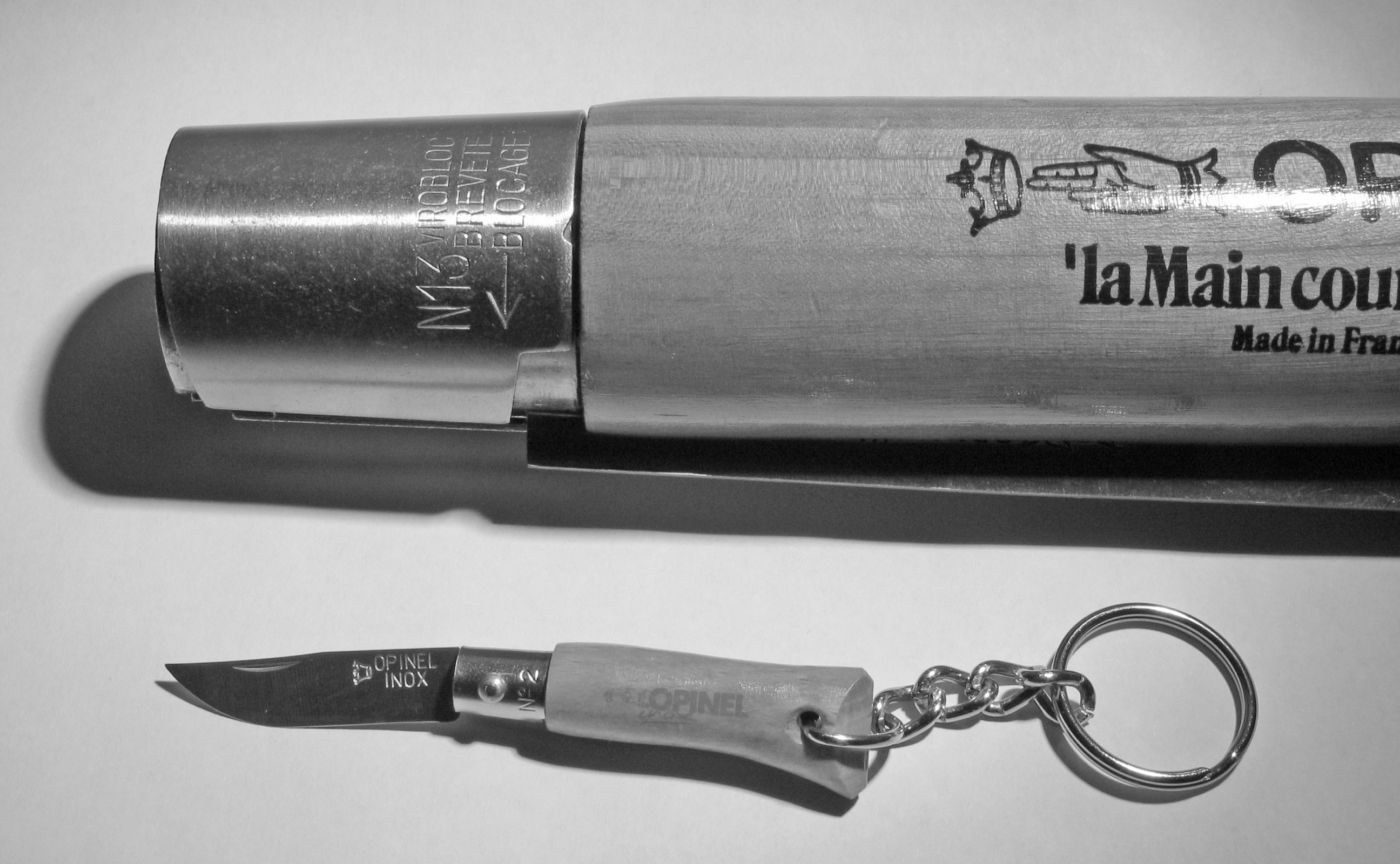
Größenunterschied: Modell n°2 und „Géant Opinel“

Die Größen n°1 und n°11 wurden nur bis 1939 hergestellt. Das kleine Messer n°1 mit seiner knapp zwei Zentimeter langen Klinge wurde an einer Uhrkette getragen und sollte beispielsweise als Pfeifen- oder Nagelreiniger dienen – diese Anwendungen setzten sich nicht durch. In den 1990er Jahren bildete es das Motiv für eine Schmuckstück-Serie von Jacques Bellon. Originale dieses Miniaturmessers sind heute jedoch so gut wie nicht mehr vorhanden – selbst der Hersteller besitzt nur noch zwei Exemplare. Die Herstellung des Messers mit der Größe n°11 endete, da Klappmesser mit einer mehr als zehn Zentimeter langen Klinge damals nicht sehr gebräuchlich waren, weshalb die naheliegenden Größen 10 und 12 als ausreichend betrachtet wurden.
Das Messer n°8 ist das wohl meistverkaufte Opinel mit einer für die meisten Anwendungen handlichen Größe.
Es kann als Schnitz- oder Allzweckmesser, jedoch weniger für gröbere Arbeiten benutzt werden.
Die größeren Modelle gelten als geeignet für den Gebrauch in der Küche oder beim Campen.
Das Riesenmodell „Géant“ ist mit der Größenangabe n°13 beschriftet. Im Gegensatz zu den kleineren Modellen wurde es nicht für praktische Anwendungen entwickelt und fällt durch den enormen Größenunterschied zu seinen Geschwistern aus der klassischen Nummerierung heraus.

## Alltagskultur

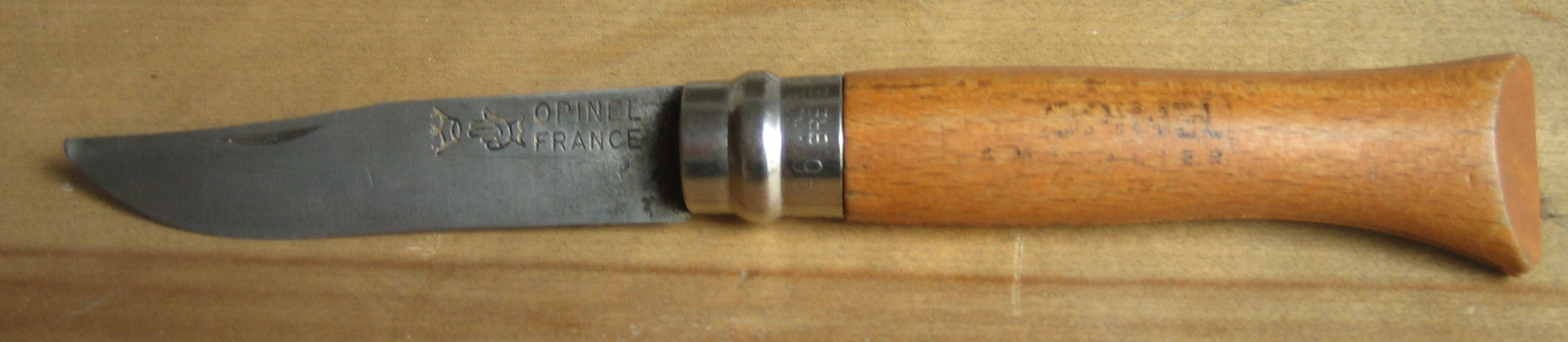
Ein Opinel mit der charakteristischen Patina

Das Opinel-Messer gilt als ein Gegenstand der französischen Alltagskultur. Die Bezeichnung Opinel wurde als Eponym in den allgemeinen Sprachgebrauch übernommen und wird beispielsweise in deutsch-französischen Wörterbüchern mit „Klappmesser“ übersetzt.
Das Opinel ist preiswerter als andere „klassische“ Messer wie das Laguiole oder das Nontron, was unter anderem den Vertrieb in Geschenkboxen mit mehreren Messern oder als Werbegeschenk mit Firmenaufdruck lukrativ macht und Sammler anspricht. Einige Besitzer nutzen die Messer zur Umgestaltung, indem sie etwa den Griff durch Schnitzen oder Pyrographie (Einbrennen von Symbolen und Schrift) umgestalten.

## Rechtslage
Im Herkunftsland Frankreich ist es verboten, Klappmesser mit einer Klinge mit einem Mechanismus zur Verriegelung in der Öffentlichkeit zu tragen, ganz unabhängig von Klingenlänge und Bauart; unter dieses Verbot fällt somit auch das Opinel.
In Großbritannien dürfen die Messer zwar vertrieben werden, das Mitführen in der Öffentlichkeit von „lock knives“ (Messern mit verriegelbarer Klinge), feststehenden Messern oder Klappmessern mit einer Klingenlänge von mehr als drei Zoll (76 mm) ist aber grundsätzlich untersagt, es sei denn, ein „rechtmäßiger Grund“ („legal reason“) erklärt das Mitführen des Messers. Davon betroffen sind alle Opinels ab n°7 und größer.
Zur Rechtslage in Deutschland siehe Taschenmesser#Rechtliche Situation in Deutschland.